# Scotodrymadusa satunini
Scotodrymadusa satunini är en insektsart som först beskrevs av Boris Petrovich Uvarov 1916.  Scotodrymadusa satunini ingår i släktet Scotodrymadusa och familjen vårtbitare. Inga underarter finns listade i Catalogue of Life.